# Myriophylle de Sibérie
Myriophyllum sibiricum
Espèce
Synonymes
- Myriophyllum exalbescens var. magdalenense (Fern.) A. Löve[1]
- Myriophyllum exalbescens Fern.[1]
- Myriophyllum exalbescens Fernald[2]
- Myriophyllum magdalenense Fern.[1]
- Myriophyllum magdalenense Fernald[2]
- Myriophyllum spicatum subsp. exalbescens (Fern.) Hultén[1]
- Myriophyllum spicatum subsp. squamosum Laestad. ex Hartman[1]
- Myriophyllum spicatum var. capillaceum Lange[2] [1]
- Myriophyllum spicatum var. exalbescens (Fern.) Jepson[1]
- Myriophyllum spicatum var. squamosum (Laestad. ex Hartman) Hartman[1]

Le Myriophylle de Sibérie (Myriophyllum sibiricum) est une espèce de plantes de la famille des Haloragaceae.

## Systématique
L'espèce Myriophyllum sibiricum a été décrite en 1914 par le botaniste russe Vladimir Leontievitch Komarov (1869-1945),.

## Publication originale
- (la) V. L. Komarov, « Ex herbario Horti Botanici Petropolitani: Novitates Asiae orientalis. Decas tertia et quarta », Feddes Repertorium Specierum Novarum Regni Vegetabilis, vol. 13, nos 9-12,‎ 1914, p. 161–169 (ISSN 0375-121X, DOI 10.1002/FEDR.19140130910, lire en ligne).